# ديفيد وليامز (لاعب بوكر)
ديفيد وليامز (بالإنجليزية: David Williams)‏ هو لاعب بوكر أمريكي، ولد في 9 يونيو 1980 في أرلينغتون في الولايات المتحدة.